# Meterformel
Die Meterformel ist eine Vermessungsformel für klassische Regattayachten der Meter-Klasse. Yachten mit dem gleichen Rennwert (engl. Rating) in Metern gelten unter dem Aspekt des Wettsegelns als gleichwertig. Der Leistungsunterschied von Yachten mit verschiedenen Rennwerten ist nicht so zuverlässig zu bestimmen, dass diese mit einer Vergütung gegeneinander segeln könnten.
Die durch Alfred Benzon vorgeschlagene Formel wurde 1906 in London von Vertretern der Segelsportverbände der großen europäischen Nationen diskutiert. Ein Vertreter der USA war auf eigenen Wunsch nur als Beobachter anwesend. Es galt einen Ersatz für die bei den olympischen Segelregatten und für den One-Ton-Cup benutzte, jedoch veralteten Godinet-Formel (Tonner-Formel) zu vereinbaren. Die 1903 von Nathanael Herreshoff für den America’s Cup vorgeschlagenen Universal Rule (siehe J-Klasse) wurde überwiegend aus politischen Gründen abgelehnt. Die Annahme der Internationalen Meterformel (International Metre Rule) und die verbindliche Zusage, zukünftig Segelregatten nur noch mit Yachten nach dieser Vermessungsvorschrift zu veranstalten, führte zur Gründung der International Yacht Racing Union (IYRU) – zunächst ohne die USA. Parallel dazu wurden auch die ersten Wettsegelbestimmungen aufgestellt, was eigentlich die wichtigere Leistung der IYRU war. Erste Anwendung fanden die neue Formel und Regeln bei der renommierten Regatta um den One-Ton-Cup (Eintonnerpokal) mit 6mR-Yachten auf der Seine bei Meulan-en-Yvelines, die der Deutsche Fritz Kirsten gewann und in der Folge mehrfach verteidigte. Bei den Olympischen Spielen 1908 in London wurde vereinbarungsgemäß nicht nach Godinet- sondern nach der Meterformel gesegelt.
Da die meisten Segel-Clubs ihre eigenen Regularien schnell durch die neuen, schlüssigen und transparent kommunizierten Regeln ersetzten, wurden sie ein Erfolg. Es wurden international anerkannte Messbriefe und allgemein anerkannte Wettfahrtregeln eingeführt, ebenso ein seriöses System zur Organisation des Regattasports. Die Vermessung wurde durch Klassifikationsgesellschaften wie den Germanischen Lloyd vorgenommen. Als Beispiel für die Popularität der neuen Meter-Klassen mag eine Artikelserie in der damaligen DSV-Zeitschrift Die Yacht von 1913 dienen, in der die Ankerausrüstung anhand von mR-Yachten dargestellt wurde.

Differenz zwischen Schmiegeumfang und Kettenumfang

Die Meterformel lautet heute wie folgt: (außer 5.5mR-Klasse, siehe unten)
{\displaystyle \mathrm {R} ={\frac {L+2d-F+{\sqrt {S}}}{2{,}37}}}
Dabei bedeuten:
R – der Rennwert [m]
z. B. 8 m für eine 8mR-Yacht
L – die Vermessungslänge des Bootsrumpfes [m] gemessen bei 1,5 % des Rennwertes über der Wasserlinie
z. B. bei 8 m × 1,5 % = 12 cm über der Wasserlinie bei einer 8mR-Yacht. Zusätzlich werden einige Differenzmaße, die trickreiche Linienführungen bestrafen, addiert
d – die Differenz zwischen Schmiegeumfang (der Außenhaut des Rumpfes folgend; engl. Skin Girth, SG) und Kettenumfang (engl. Chain Girth, CG) [m] (Abb. oben)
gemessen im Querschnitt bei 55 % der Vermessungslänge L von vorne, vom Schnittpunkt Deck/Rumpf bis zu einem Punkt in Schiffsmitte bei 12,5 % des Rennwertes unter der Wasserlinie (beispielsweise 8 m × 12,5 % = 1,00 m bei einer 8mR-Yacht)
F – die Höhe der Bordwand über der Wasserlinie [m] (Freibord)
hier wird eine Art gewichteter und korrigierter Mittelwert von drei Messstellen genommen: jeweils an den Enden von L und bei 55 % von deren vorderem Ende.
S – die vermessene Segelfläche [m²] (Abb. unten)

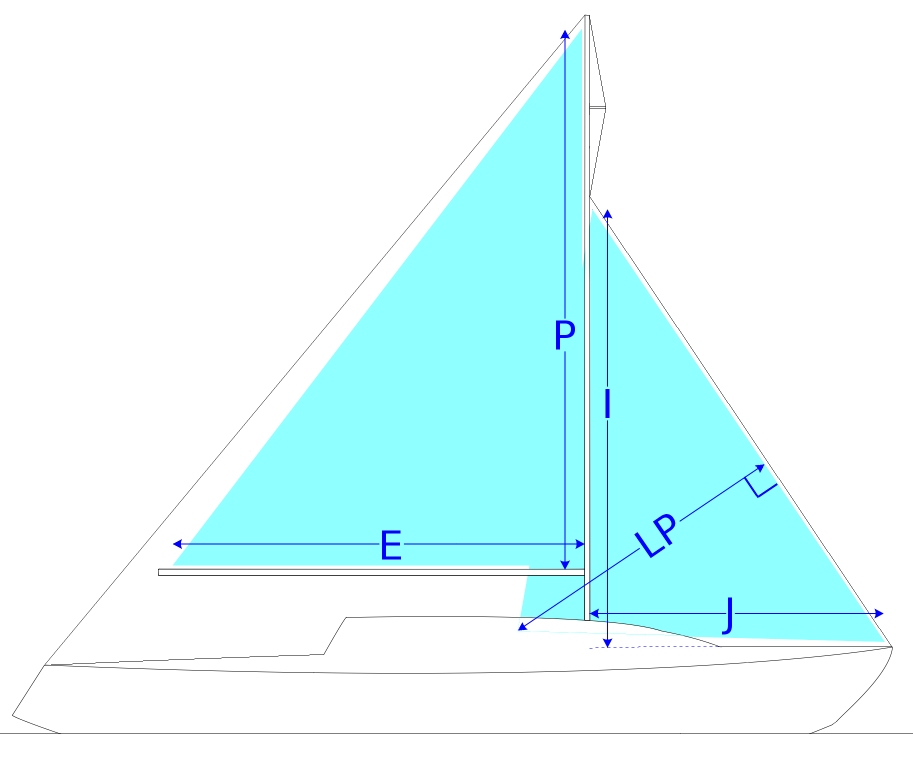
Bei der Ermittlung der vermessenen Segelfläche für mR-Yachten spielt LP keine Rolle.

die Summe aus der Fläche des rechtwinkligen Großsegeldreiecks (die tatsächliche Fläche darf durch genau reglementierte Wölbung des Achterlieks bis zu 25 % größer sein) und 85 % der Fläche des ebenfalls rechtwinklig angenommenen Vorsegeldreiecks. Die Flächen von Spinnaker und Gennaker gehen nicht direkt in die vermessene Segelfläche ein, ihre zulässigen Größen sind jedoch abhängig von Form und Maßen des Vorsegeldreiecks beschränkt. Ebenso geht die überlappende Fläche von Groß- und Vorsegel nicht in die Vermessung ein. Letztere Freiheit führte 1926 zur "Erfindung" der Genua anlässlich einer 6mR-Regatta in Genua durch einen italienischen Segelmacher.
Die Meterformel entwickelte sich im Wesentlichen in drei Stufen. In der ersten Version von 1907 bis 1920 wurden zusätzlich noch als geschwindigkeitsfördernde Elemente die Schiffsbreite (aus alten Handelsschiffvermessungen übernommen) und der Kettenumfang aus der Godinet-Formel übernommen. Zwischen 1920 und 1933 entfiel die Breite und die anderen Maße wurden etwas anders gewichtet. Seit 1933 wird auch auf den Kettenumfang verzichtet und abermals neu gewichtet. Mit der Vereinfachung der Formel wurde jedoch die Ermittlung der Messwerte komplizierter, beispielsweise welche Varianten bei der Festlegung des oberen Messpunktes für die Höhe des Vorsegeldreiecks zu beachten sind.
Die Meterformel für die 5.5mR-Klasse lautet abweichend:
{\displaystyle \mathrm {R} =0{,}9\times \left({\frac {L\times {\sqrt {S}}}{12\times {\sqrt[{3}]{D}}}}+{\frac {L+{\sqrt {S}}}{4}}\right)}
D – die Verdrängung [m³]
S – die Segelfläche [m²]
Summe aus Fläche des Großsegels und der Fläche des größten Vorsegels